# Ngabeyan (Karanganom)
Ngabeyan is een bestuurslaag in het regentschap Klaten van de provincie Midden-Java, Indonesië. Ngabeyan telt 1796 inwoners (volkstelling 2010).